# Louis Kuehn
Louis Kuehn (2 de abril de 1901 – 30 de março de 1981) foi um saltador estadunidense, campeão olímpico.

## Carreira
Formado pela Oregon State University, ele competiu nos Jogos Olímpicos de Verão de 1920 em Antuérpia e venceu a prova masculina de trampolim de 3 metros com a pontuação total de 675.40. Anos depois, foi introduzido no International Swimming Hall of Fame.